# Hu Jia

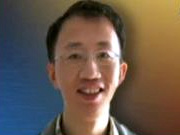
Hu Jia, 2014

Hu Jia (chinesisch 胡佳, Pinyin Hú Jiā; * 25. Juli 1973 in Peking) ist ein chinesischer Bürgerrechtler, Umweltaktivist und überzeugter Buddhist.
Hu konzentrierte sich bei seiner Arbeit auf die chinesische Demokratiebewegung, Umweltschutz und HIV/AIDS in der Volksrepublik China. Hu ist Direktor der June Fourth Heritage & Culture Association (Vierter Juni Verein für Erbe und Kultur) und Geschäftsführer des Aizhixing-Instituts für Gesundheitswesen in Peking und ist einer der Gründer der Nichtregierungsorganisation Loving Source. Hu engagierte sich bei Arbeiten zum Schutz der gefährdeten tibetischen Antilope (Tschiru). Hu wurde für seinen Aktivismus von mehreren europäischen Gremien ausgezeichnet, wie dem Pariser Stadtrat und dem Europäischen Parlament. Im Dezember 2008 wurde ihm vom Europäischen Parlament der Sacharow-Preis verliehen.
Im Dezember 2007 wurde Hu im Rahmen einer Niederschlagung von Dissidenten während der Weihnachtsferienzeit festgenommen. Reporter ohne Grenzen berichteten, dass „die Geheimpolizei den Fokus der internationalen Gemeinschaft auf Pakistan ausgenutzt habe, um einen der führenden Vertreter des friedlichen Kampfes für freie Meinungsäußerung in China zu verhaften.“ Die Entscheidung, ihn in Gewahrsam zu nehmen, wurde getroffen, nachdem Bauernführer in mehreren chinesischen Provinzen ein Manifest herausgegeben hatten, in dem sie Landrechte für Bauern forderten, deren Eigentum für Entwicklung konfisziert worden war. Hu verteidigte sich bei seinem Prozess im März 2008 und sagte er sei nicht schuldig. Im April 2008 wurde er zu dreieinhalb Jahren Gefängnis verurteilt. Hu war angeklagt worden zur „Subversion der Staatsmacht aufgehetzt“ zu haben. Sein Prozess und seine Inhaftierung erlangte internationale Aufmerksamkeit und Hu wurde als politischer Gefangener bezeichnet. Amnesty International nannte ihn einen Gefangenen aus Gewissensgründen. Hu wurde am 26. Juni 2011 freigelassen.

## Leben
Hu Jias Eltern waren Studenten an der Tsinghua-Universität in Peking und der Nankai-Universität in Tianjin, als sie 1957 im Rahmen der Anti-Rechts-Bewegung als „Rechtsabweichler“ verfolgt wurden. Hus Vater wurde einer „Umerziehung durch Arbeit“ unterzogen und musste deshalb über 20 Jahre in Zwangsarbeitslagern und Gefängnissen verbringen.
Hu Jia selbst schloss 1996 das Studium in Informatik an der Hauptstadt-Universität für Wirtschaft und Handel in Peking ab. Seitdem ist er im Umweltschutz und der Gesundheitsfürsorge engagiert. In den ärmeren Landregionen Chinas wurde Hu Jia auf die Verdrängung des Themas AIDS aufmerksam und gründete mit Freunden eine unabhängige Organisation für medizinische Vorsorge.
Hu heiratete im Januar 2006 Zeng Jinyan, mit der er eine Tochter hat. Zeng wurde wegen ihres Blogs in die 100 Helden und Pioniere des Time-Magazines aufgenommen. Hu wurde im Februar 2008 festgenommen, weil er sich empört darüber geäußert hatte, dass China Gastgeber der Olympischen Sommerspiele 2008 werden sollte. Hus Frau und Tochter wurden vom Ministerium für Staatssicherheit belästigt und verschwanden einen Tag vor der Eröffnungsfeier in Peking.
Hu ist Buddhist der tibetischen Tradition. Nach den Studentenaufständen fing er an Buddhismus zu praktizieren.
Seit 2006 stand Hu Jia inoffiziell unter Hausarrest. 2007 wurden er und seine Frau Zeng Jinyan, die einen Blog führt, für den EU-Menschenrechtspreis nominiert. Kurz nachdem er per Telefonkonferenz am 26. November 2007 vom Unterausschuss Menschenrechte des Europäischen Parlaments angehört worden war, wurde er am 30. Dezember 2007 wegen „Anstiftung zur Untergrabung der Staatsgewalt“ festgenommen. Seine Frau, Zeng Jinyan, sowie ihre kleine Tochter wurden unter Hausarrest gestellt. Hu Jia wurde im Februar 2008 formell verhaftet. Am 3. April 2008 wurde Hu wegen „umstürzlerischer Machenschaften“ zu dreieinhalb Jahren Haft verurteilt.
Reporter ohne Grenzen nannte Hu Jia „einen der herausragenden Vertreter des friedlichen Kampfes für Meinungsfreiheit in China“. Am 23. Oktober 2008 verlieh ihm das Europäische Parlament den Sacharow-Preis für intellektuelle Freiheit.
Amnesty International kritisierte, die Verurteilung von Hu widerspreche den Zusagen Pekings, die Menschenrechtslage werde sich vor den Olympischen Spielen verbessern. Die Menschenrechtsorganisation sieht in dem Urteil eine Warnung für andere Aktivisten in China, die es wagen, Menschenrechtsprobleme offen anzusprechen.
Am 26. Juni 2011 endete Hus Haftstrafe.

## Aktivismus
Hu Jia interessierte sich während seiner Studienzeit für Umweltfragen und beteiligte sich an verschiedenen Umweltorganisationen, unter anderem der Freunde der Natur, angeführt von Liang Congjie und dem von Tang Xiyang geleiteten Studentenumweltlager der Green-Camp-Universität. Im Jahr 1998 war Hu Jia an der Rettung eines wilden Elches beteiligt, der von schweren Überschwemmungen in diesem Jahr bedroht war. Hu setzte sich zum Schutz der tibetischen Antilope ein, die wegen ihres Fells geschlachtet wurde.
Im Mai 2005 nahm Hu an einer Anti-Japan-Demonstration teil. Die Gruppe Menschenrechte in China berichtete über Festnahmen von mindestens acht Dissidenten, die an diesen anti-japanischen Protesten teilgenommen hatten, darunter Xu Wanping, der für seine Rolle in der Demokratiebewegung von 1989 acht Jahre im Gefängnis saß; Li Guotao aus Shanghai; Li Xiaolong und Xue Zhenbiao aus der Provinz Guangxi; Li Renke und Zeng Ning aus der Stadt Guizhou; Leng Wanbao aus der Provinz Jilin und Hu Jia, AIDS-Aktivist aus Peking.
Im Jahr 2006 erhielt das Zhiaixing-Informationszentrum in Peking (das ehemalige Aizhixing-Institut für Gesundheitsausbildung), eine Menschenrechts-Lobbygruppe, zu der Hu gehörte, einen finanziellen Zuschuss von der Stiftung National Endowment for Democracy und dem Außenministerium der Vereinigten Staaten für die Durchführung von Programmen innerhalb Chinas.
Im Februar 2006 wurde Hu Jia 41 Tage lang eingesperrt. Seine Haft wurde von der chinesischen Regierung nicht bestätigt. Nach seiner Rückkehr in seine Wohnung in Peking, wo er mit seiner Frau Zeng Jinyan (ebenfalls AIDS-Aktivistin) lebte, wurde Hu bis März 2007 unter Hausarrest gestellt. Im Mai 2007 wurden Hu und seine Frau wegen „Verletzung der Staatssicherheit“ wieder unter Hausarrest gestellt. Hu blieb während des Hausarrests über E-Mails und Blogs aktiv.
Mit einer Web-Kamera nahm Hu im November 2007 an einer Anhörung des Europäischen Parlaments in Brüssel teil, bei der es um Menschenrechte in China ging. Bei der Anhörung sagte er: „Es ist ironisch, dass einer der Verantwortlichen für die Organisation der Olympischen Spiele, der Leiter des Büros für öffentliche Sicherheit ist, das für so viele Menschenrechtsverletzungen verantwortlich ist. Es ist sehr ernst zu nehmen, dass die offiziellen Versprechen vor den Spielen nicht eingehalten werden.“
Es wurde berichtet, dass im Dezember 2014 das angesehene Mitglied der Kommunistischen Partei Chinas, Zhou Yongkang aus der Partei ausgeschlossen worden sein soll, nachdem ihm Korruption vorgeworfen wurde. Am nächsten Tag kommentierte Hu Jia über die Antikorruptionskampagne unter Xi Jinping mit den Worten: „Zhou forderte Xis Autorität heraus und bedrohte seine Herrschaft – deshalb wird er jetzt zusammen mit seinen Banden zur Verantwortung gezogen. Das Fazit ist: Alle Beamten sind korrupt. Xi kann keine bessere Entschuldigung finden, um seine politischen Gegner loszuwerden, als die Korruption zu bekämpfen – etwas, das ihm hilft, die Herzen und den Verstand der Massen zu gewinnen.“
Am 4. März 2018 konnte ein Fernsehteam der BBC in Peking live filmen, wie Hu von Polizisten aus seiner Wohnung abgeholt und gewissermaßen in einen „Zwangsurlaub auf Polizeikosten“ in die weit entfernte Provinzstadt Shenzhen (Guangdong) gebracht wurde. Diese Zwangsverschickung erfolgte im Vorfeld der Sitzung des Nationalen Volkskongresses, auf dem über die Aufhebung der Amtszeitbeschränkung für Präsident Xi Jinping abgestimmt wurde. Damit sollten kritische Kommentare Hus zu diesem Ereignis offensichtlich unhörbar gemacht werden. Ähnliche Vorkommnisse habe es während der G20-Tagung und während der APEC-Konferenz 2014 gegeben, so Hu. Chinesische Menschenrechtsaktivisten würden diesen Vorgang des Zwangsurlaubs vor wichtigen Großereignissen als „verreist werden“ bezeichnen.

## Inhaftierung
Im Dezember 2007 wurde Hu in seinem Haus in Peking von der Polizei verhaftet, weil er „gegen die Staatsgewalt aufgehetzt“ haben soll. Sein Prozess begann im März 2008 mit der Anklage „Anstiftung zur Subversion der Staatsmacht und des sozialistischen Systems“, die Aussage stammt von Interviews, die Hu ausländischen Medien gegenüber gab, und von politischen Artikeln, die er verfasste und im Internet veröffentlicht hatte. Diese Straftat soll mit einer Höchststrafe von fünf Jahren Gefängnis geahndet werden. Im April 2008 wurde Hu zu drei Jahren und sechs Monaten Gefängnis verurteilt. Hus Frau, Zeng Jinyan, besuchte Hu im April 2009 im Gefängnis. Sie bemerkte, dass sich sein Gesundheitszustand aufgrund unzureichender Ernährung und medizinischer Versorgung verschlechtert hatte. Hu soll an einer Leberkrankheit gelitten haben.

### Erkrankung
Berichten zufolge erfuhr Hu Jias Familie im April 2010, dass er ins Gefängniskrankenhaus eingeliefert wurde, wo er wegen Verdacht auf Leberkrebs untersucht werden sollte. Doch erhielt seine Familie keine Informationen über den medizinischen Befund. Hus Ehefrau verlangte einen ausführlichen ärztlichen Bericht, erhielt aber keine Antwort. Hus Frau und Mutter beantragten seine Bewährung, damit er ärztlich behandelt werden könne, aber die Gefängnisverwaltung lehnte ab, indem sie sagte, dass Hus Krankheit kein Leberkrebs sei und er würde nicht für medizinische Versorgung freigelassen werden, selbst wenn er Leberkrebs hätte.
Im April veröffentlichte Frau Zeng einen offenen Brief im Internet, in dem sie die Bewährung von Hu forderte. Wenig später veröffentlichte Frau Ai Xiaoming und Frau Cui Weiping, zwei renommierte Universitätsprofessorinnen, die ebenfalls bei Menschenrechtsaktivitäten tätig sind, einen offenen Brief im Internet, in dem sie die Öffentlichkeit aufforderten Frau Zeng zu unterstützen. In weniger als 10 Tagen billigten über 700 Menschen den offenen Brief per E-Mail und Webformularen.

### Entlassung
Hu wurde am 26. Juni 2011 aus der Haft entlassen.

## Auszeichnungen
- 2008 – Ehrenbürger von Paris[45]
- 2008 – Sacharow-Preis für geistige Freiheit des Europäischen Parlaments[46]